# Sindicat Agrícola (Bellaguarda)
El Sindicat Agrícola és una obra del municipi de Bellaguarda (Garrigues) inclosa en l'Inventari del Patrimoni Arquitectònic de Catalunya.

## Descripció
Es tracta d'un edifici de planta baixa, dos pisos superiors i un soterrani. Exteriorment és un edifici sense massa rellevància a excepció del rètol del sindicat fet amb trencadís de ceràmica vidriada de colors, de gustos modernistes. La façana actualment es troba molt degradada respecte a la fisonomia primitiva.
Al soterrani hi havia el molí que fins a mitjans dels setanta o principis dels vuitanta estigué en ús. Aleshores és substituït per una planta contínua on es duen a terme les tasques de neteja i transformació. La planta baixa es divideix en dues parts, una destinada a la recepció del producte, laboratori de rendiment i magatzem de venda de recanvis i insecticides; a l'altra banda hi ha la sala de ball i el cinema, construït a doble alçada. Avui encara sobresurt la gàbia del projector a la façana. Es conserven les llotges que rodegen la sala, situades al nivell del primer pis. En aquest primer, també hi trobem les oficines; ja al segon, hi ha la cafeteria.

## Història
El sindicat es forma cap a 1921 i ben aviat passa a formar part de la Unió de Sindicats Agrícoles de Catalunya. Primer de tot s'inauguraren les sales de cafè i d'esbarjo. Tot seguit es comprà part de la fàbrica d'oli d'un soci veí i s'amplià també l'edificació gràcies a un altre solar cedit. En un principi només tractaven amb olives tot i que després es va anar ampliant amb el camp de les ametlles, el vi, adobs, insecticides, maquinària de segar i recol·lectar, un cinema, la cooperativa de queviures... fins que s'arriba a crear fins i tot una caixa d'estalvis.